# Eucereon mathani
Eucereon mathani är en fjärilsart som beskrevs av William Schaus 1901. Eucereon mathani ingår i släktet Eucereon och familjen björnspinnare. Inga underarter finns listade i Catalogue of Life.